# 俳句王国
俳句王国（はいくおうこく）は、NHK松山放送局が制作し、1995年4月15日から2011年3月19日まではBS2、2011年3月28日から2012年3月26日までEテレで放送していた文芸番組である。後継番組に『俳句王国がゆく』。

## 概要
愛媛県は、舊制愛媛縣尋常中學校の教師として滞在した経験がある明治の文豪・夏目漱石と親交があった俳人・正岡子規の郷里であることから、近代俳句が盛んな土地柄である。そうした背景を土壌に、「俳句王国としての愛媛県」をもっと広くアピールしようという願いもこめて、この番組が生まれた。1995年4月15日から1997年3月29日までは 『BS俳句王国』 というタイトルだった。
同じく教育テレビで放送されている 『NHK俳句』 とは異なり、実際の句会をそのまま放送するようなスタイルをとっている。日本を代表する俳人たちが主宰となり、松山局のアナウンサー、芸能人ゲスト、一般視聴者5人とともに「句会」を進行する。「生の句会」によりこだわった作りとなっている。原則として2週に1回の収録で1回目は生放送、2回目は翌週に放送される。そのため主宰・ゲストも2週ごとに交替する。
通常は松山放送局のスタジオから放送・収録するが、年に数回地方で公開収録が行われ、その場合は地元の放送局と松山局の共同制作扱いとなる。地方収録の回では吟旅の模様も放送されることがある。
2009年3月まではアナログ・デジタルともに画面アスペクト比4:3での放送であったが、同年4月からはデジタル放送では16:9のワイド画面での放送となり、番組内容、番組ホームページも大幅にリニューアルしている。現在は司会が男性アナウンサーから女性アナウンサーに替わり、女性アシスタントはいない。毎月最終土曜日は「俳句王国ビギナーズ」と銘打ち、芸能人ゲストを呼ばず初心者の一般視聴者6人を迎え、俳句の基本的な情報・講習会を中心にしている。
毎年、年度初めの主催者は金子兜太であることが恒例となっている。
毎回、季節折々の生花がスタジオを彩っている。
2011年3月31日でBS2の放送が終了したため、2011年4月以降は教育テレビで字幕放送付きで放送されているが、放送枠が53分から25分に短縮されたため放送内容が変更された。
2012年4月8日からは 、タイトルが『俳句王国がゆく』 に変更され、後続番組が開始。全国各地で収録する内容になった。

## 放送日時
- 2012年4月 -
教育テレビ：日曜日15:00 - 16:00（年10回）
- 2011年3月 - 2012年3月
教育テレビ：毎週月曜日 21:30 - 21:55、翌週月曜日 13:05 - 13:30
- 2011年3月まで
BS2：毎週土曜日 11:00 - 11:53、翌週水曜日 9:00 - 9:53（再放送）
以前は11:54まで放送されていた時期もあった。列島縦断短歌スペシャル、列島縦断俳句スペシャルと放送日が重なる場合は休止。
年1回、子規忌のころに「特集・俳句王国」として松山市立子規記念博物館から公開放送された。句会は通常主宰として登場する俳人のみで行われた。
2010年度より、翌週の水曜日に再放送の枠が新設された。

## 内容
2011年度まで
- 兼題
司会者を除く一般視聴者5人、芸能人ゲスト、主宰の計7人が、事前に設定された季語を用いて句を作り、作者を伏せた上で読み上げられる。その後参加者がもっとも良いと感じた句を2つ選んで行き、もっとも多く選ばれた句から順に評価しあい、最後に作者を公表する。司会者も最後まで誰が作った句なのかわからないまま進行するため、主宰に自身が作った句の講評をさせる場面もしばしばである。
- 自由題
司会者を除く7人が、自由に句を作って発表する。それ以外の進行は兼題と同じ。
- 主宰の10選
視聴者から送られてきた句をその週の主宰が10句（特選3句、入選7句）選んで発表する。地方収録の場合は会場で句を募集するため選ばれる句は減る。

2012年度から
「収録地在住者チーム」（収録地に在住・在勤する俳句の愛好家を公募で選出）と、ゲストや俳句のプロを交えた「俳句王国チーム」の対抗戦形式を取り入れている。以下2つの種目の合計を基にした合計得点で勝敗を決するというスタイルである。
- ご当地俳句バトル
収録が行われる自治体を訪れ、そこでの風物や季節の行事などを出演者が見学し、キャプテン以外の出演メンバーが1句ずつそれを発表し、まずそれについて、作成者を含め出演者で1分半の㏚をしてもらう。その後収録地在住の見学・観覧者はそれを見てどれが印象に残ったかを判定してもらう。
- 句会
まずキャプテン以外の出演者に、その土地、あるいはその季節に関連した「兼題」に沿って、1句ずつ俳句を作成してもらう。この段階では匿名とする。次にその句について4点から1点の4段階で採点し、その後キャプテンを含めた出演者8人で1-2句ずつ選び、誰が創作したかについて話し合いをする。2011年までの「兼題・自由題」とほとんど同じ内容で行われる。

## 出演者
司会者
- チームキャプテン（上述）：U字工事（2014年4月 - ）
- 進行役：田中紀英（松山局キャスター）

主宰
（50音順）
- 石田郷子（「椋」代表）
- 小川軽舟（「鷹」主宰）
- 小澤實（「澤」主宰）
- 櫂未知子（「銀化」「里」同人）
- 片山由美子（「狩」副主宰）
- 高野ムツオ（「小熊座」主宰）
- 夏井いつき（俳句集団「いつき組」組長）
- 西村和子（「知音」代表）
- 坊城俊樹（「花鳥」編集長、高浜虚子の曾孫）
- 星野高士（「玉藻」副主宰・編集長、「ホトトギス」同人、鎌倉虚子立子記念館館長、高浜虚子の曾孫）
- 正木ゆう子（「紫薇」同人）

過去の司会者
- 八木健（元NHKアナウンサー、初代司会。この番組をきっかけに本格的に俳人の道を歩む）・高橋久美子
- 鈴木桂一郎（八木の後任。松山局在籍時に担当し、やはり八木同様この番組を契機に俳句を趣味とする）
- 大高翔（俳人、現在もゲストとして数回出演している）
- 板倉卓人（担当時松山局嘱託アナウンサー）・神野紗希（俳句甲子園優勝者担当時大学生・大学院生）
- 塚原愛（2010年4月 - 2013年3月 松山局アナウンサー→東京アナウンス室）
- 博多華丸・大吉（2012年4月 - 2014年3月　チームキャプテン）

主な出演者
- 上田五千石[2]（俳人）